# 张家窝镇
张家窝镇，是中华人民共和国天津市西青区下辖的一个乡镇级行政单位。

## 行政区划
张家窝镇下辖以下地区：
京福里社区、工农联盟社区、田丽社区、杰盛里社区、翠景园社区、瑞欣家园社区、四季花城社区、社会山南苑社区、社会山东苑社区、翡翠大道社区、香邑花苑社区、家贤里社区、民盛里社区、家兴里社区、锦盛里社区、珑园社区、知景澜园社区、文致苑社区、汀兰苑社区、张家窝村、康庄子村、房庄子村、东琉城村、宫庄子村、华庄子村、杨武庄村、天津商业大学宝德学院社区、天津城建学院社区、天津农学院（张家窝）社区和天津经济管理干部学院社区。